# 吉田蒼平
吉田 蒼平（よしだ そうへい、1998年5月29日 - ）は、北海道出身のプロサッカー選手。ポジションはFW、MF、SB。
現在はそーちゃんと言う名前でSNS上でファッションなどのインフルエンサーとして活動中。

## クラブ歴
帯広市出身。高校は札幌大谷高等学校に進学し、全国高等学校総合体育大会でベスト32の成績を残した。高校卒業後は地元の北海道十勝スカイアースに加入した。
2018年、トライアウトを経てドルガ・ツルノゴルスカ・リーガのFKベラネと契約し1年間プレーした。翌2019年も同じくモンテネグロ2部のFKオートラント＝オリンピックに加入。
2019年夏、タイ・リーグ4のサコンナコーンFCと契約。
2020年モンテネグロにあるFKアドリアの選手兼サポートスタッフ就任。
2021年4月よりFKアドリアの選手兼サポートスタッフ、FKアドリア水俣コーチ就任。